# Jan Malíř

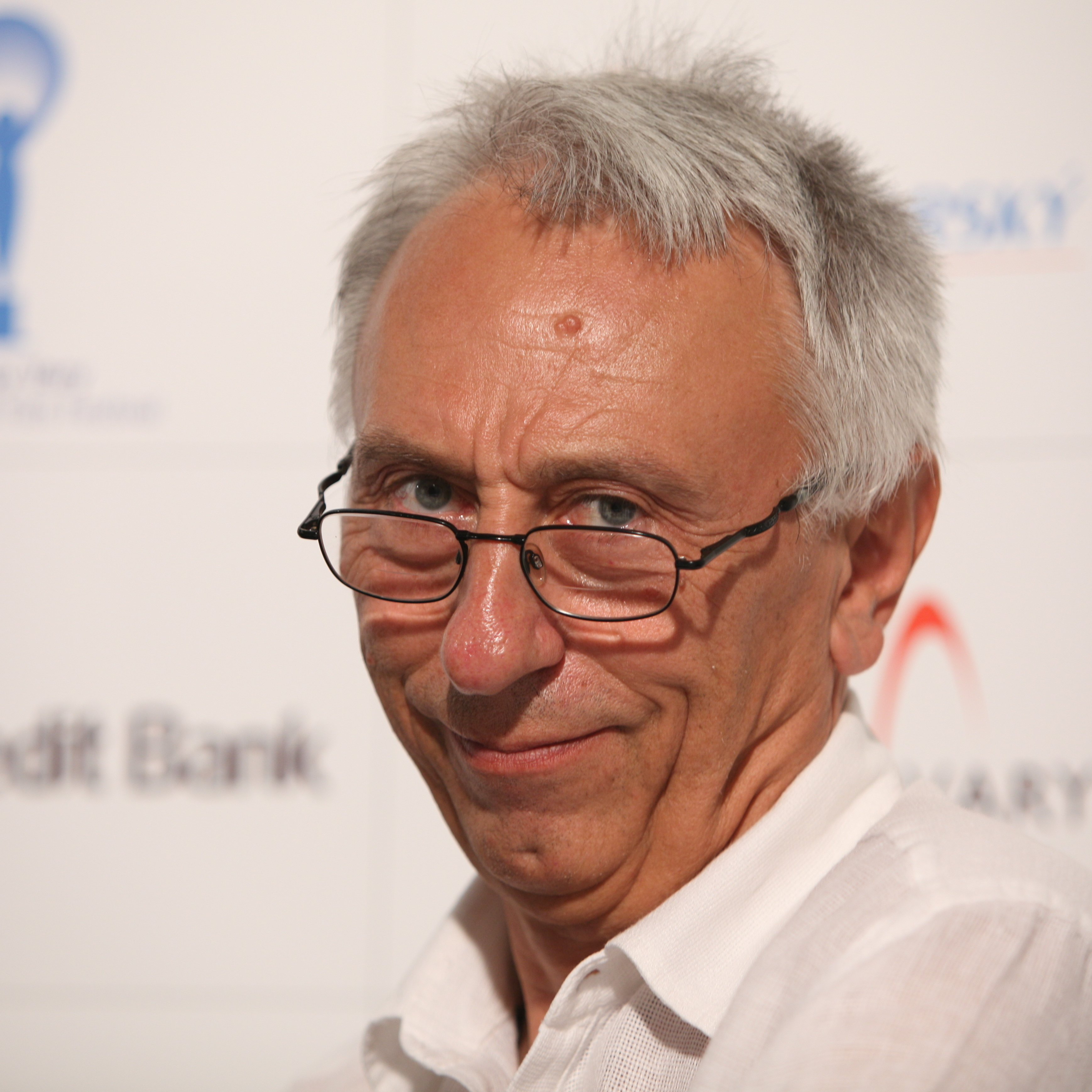
Jan Malíř (2009)

Jan Malíř (* 17. August 1948 in Prag, Tschechoslowakei) ist ein tschechischer Kameramann.

## Biografie
Jan Malíř ist der Sohn des Philologen und Autoren Františka Malíř (1919–2008). Er schloss 1972 sein Studium an der Film- und Fernsehfakultät der Akademie der Musischen Künste (FAMU) in Prag ab. Anschließend arbeitete er von 1972 bis 1987 bei Krátkém filmu Praha, wo er mit Dokumentarfilmern wie Petr Ruttner, Václav Hapl, Svatopluk Beneš, Petr Skala, Helena Třeštíková und Rudolf Granec zusammenarbeitete.
Von 1985 bis 2000 unterrichtete Malíř am FAMU. Er ist mit der deutschen Regisseurin Ursula König (* 1960) verheiratet.

## Filmografie (Auswahl)
- 1983: Fauns allzuspäter Nachmittag (Faunovo velmi pozdní odpoledne)
- 1986: Der treue Johannes (Mahuliena, zlatá panna)
- 1988: Der Narr und die Königin (Sasek a královna)
- 1990: Unser tschechisches Liedchen (Ta nase písnicka ceská II)
- 1991: Prager leben gut (Prazakum tem je hej)
- 1993: Barmherzige Schwestern
- 1997: Lotrando und die schöne Zubejda (Lotrando a Zubejda)
- 1999: Kuschelnester (Pelíšky)
- 2000: Wir müssen zusammenhalten (Musíme si pomáhat)
- 2002: Grausame Spiele (Kruté radosti)
- 2002: Tatort (Fernsehreihe, Folge: Heiße Grüße aus Prag)
- 2005: Durch diese Nacht sehe ich keinen einzigen Stern